# Stadionul Viitorul (Scornicești)
Stadionul Viitorul este un stadion multifuncțional din Scornicești, județul Olt, România. În prezent, este folosit în principal pentru meciuri de fotbal și este terenul de acasă al echipei FC Olt Scornicești. Stadionul poate găzdui 13.500 de persoane, capacitatea fiind restrânsă de la 18.000 din cauza nivelului avansat de degradare.

## Istoric

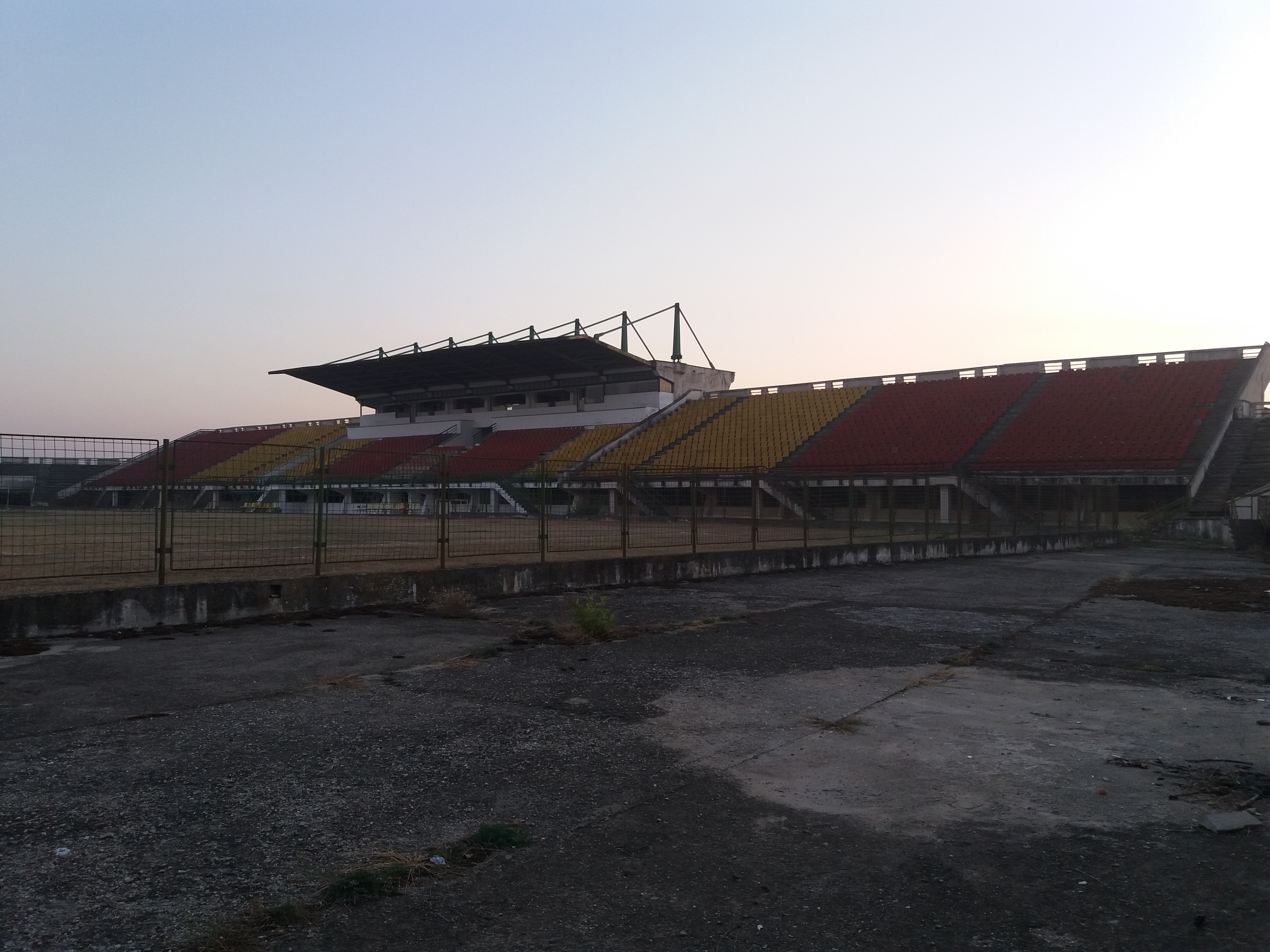
Tribuna principală a stadionului din Scornicești

Stadionul a fost inaugurat în 1975, având o capacitate de 30.000 de locuri. Dotările stadionului în momentul construcției includeau: scaune la tribuna I, tribună oficială, spații pentru presă, vestiare, saună, bazin de înot sub tribuna II, gazon cu sistem de drenare a apei, camere de locuit pentru cantonamente (sub tribuna I).
Stadionul a fost folosit de echipa de fotbal FC Olt Scornicești care a fost fondată în 1973, a reprezentat satul dictatorului Nicolae Ceaușescu, de la care a primit sprijin pentru a ajunge în Divizia A, a devenit în scurt timp una dintre cele mai bune echipe din mediul rural românesc. A jucat mai multe sezoane în Liga 1, promovând în 1981 și fiind ajutată să nu retrogradeze. După căderea regimului comunist, clubul și-a pierdut principala susținere și a retrogradat în 1990 și de atunci nu a promovat mai sus de Liga a III-a. La FC Olt au evoluat jucători cunoscuți ca: Dorinel Munteanu, Victor Pițurcă sau Dan Petrescu. În prezent evoluează în Liga a IV-a.
Astăzi stadionul de fotbal are apartamente locuibile sub tribuna de vest, în timp ce celelalte tribune nu sunt folosite și încet-încet cad în paragină. Astfel în 1988 stadionul avea 25.000 de locuri, capacitatea scăzând la 18.000 de locuri, apoi la 13.500 în 2017.